# Аджена, Кейко
Кейко Аджена (англ. Keiko Agena, род. 3 октября 1973) — американская актриса японского происхождения, наиболее известная благодаря своей роли Ким Лейн в длительном телесериале «Девочки Гилмор», где она снималась с 2000 по 2007 год, на протяжении всего периода трансляции шоу. Она играла роль шестнадцатилетнего подростка, несмотря на то, что на момент съемок в первом сезоне ей было 27 лет. В 2002 году она получила премию «Молодой актёр» за свою роль в сериале.
Аджена появилась во множестве сериалов после завершения, среди которых были «Частная практика», «Скорая помощь», «Касл», «Доктор Хаус», «Скандал» и «Бесстыдники». На большом экране она сыграла небольшие роли в фильмах «Магазинчик красоты» (2004), «Кинозвезда в погонах» (2008), «Временно беременна» (2009) и «Трансформеры 3: Тёмная сторона Луны» (2011).

## Личная жизнь
В 2005 году вышла замуж за Шина Кавасаки.

## Избранная фильмография
| Год  |   | Русское название | Оригинальное название | Роль               |
| ---- | - | ---------------- | --------------------- | ------------------ |
| 2010 | с | Доктор Хаус      | House                 | доктор Чен         |
| 2013 | с | Бесстыжие        | Shameless             | Бриттани Стёрджесс |